# Małe Stawiska
Małe Stawiska (dodatkowa nazwa w j. kaszub. Môłé Stawiska) – mała osada kaszubska w Polsce położona w województwie pomorskim, w powiecie kościerskim, w gminie Kościerzyna na Pojezierzu Kaszubskim i nad Wierzycą.
W latach 1975–1998 miejscowość administracyjnie należała do województwa gdańskiego. Siedziba sołectwa o powierzchni 232,78 ha.
Inne miejscowości o nazwie Stawiska: Stawiska, Stawisko, Stawiski